# NK Primorac 1929
El NK Primorac 1929 (en inglés: Football Club Primorac 1929), conocido también como Primorac Stobrec, es un equipo de fútbol de Croacia que juega en la Treca HNL, la tercera división de fútbol en el país.

## Historia
Fue fundado en el año 1929 en el poblado de Stobrec, cerca de la ciudad de Split en la región de Dalmatia con el nombre NK Primorac. El club fue registrado hasta 1950 y dos años después debutó en el sistema del fútbol de Yugoslavia en las divisiones regionales de Split, en donde pasó hasta la independencia de Croacia en 1991, y en la temporada de 1992/93 logra el ascenso a la Prva HNL por primera vez en su historia.
El club se mantuvo dos temporadas en la máxima categoría hasta que descendió en la temporada de 1994/95, en donde empezó una caída libre hasta la Treca HNL en 2002, año en el que la institución se declaró en bancarrota y el club fue refundado con su nombre actual y reinició operaciones en la cuarta categoría.
En 2011 el club firmó un convenio con el HNK Hajduk Split con la idea de crear un financiamiento para el equipo y el préstamo de jugadores, con lo que el club pasó a ser un equipo filial del Hajduk, pero el acuerdo finalizó en 2014.

## Palmarés
- Third Croatian League – Division South (1): 2001–02

## Jugadores

### Jugadores destacados
| - Slaven Bilić - Tomislav Erceg - Mario Bazina - Boško Boškovič - Mirko Grabovac | - Josip Bender - Nikola Loretic - Filip Car - Mateo Bencum - Marijan Buljat |

## Clubes afiliados
- HNK Hajduk Split (2011-14)